# Éditions Larousse

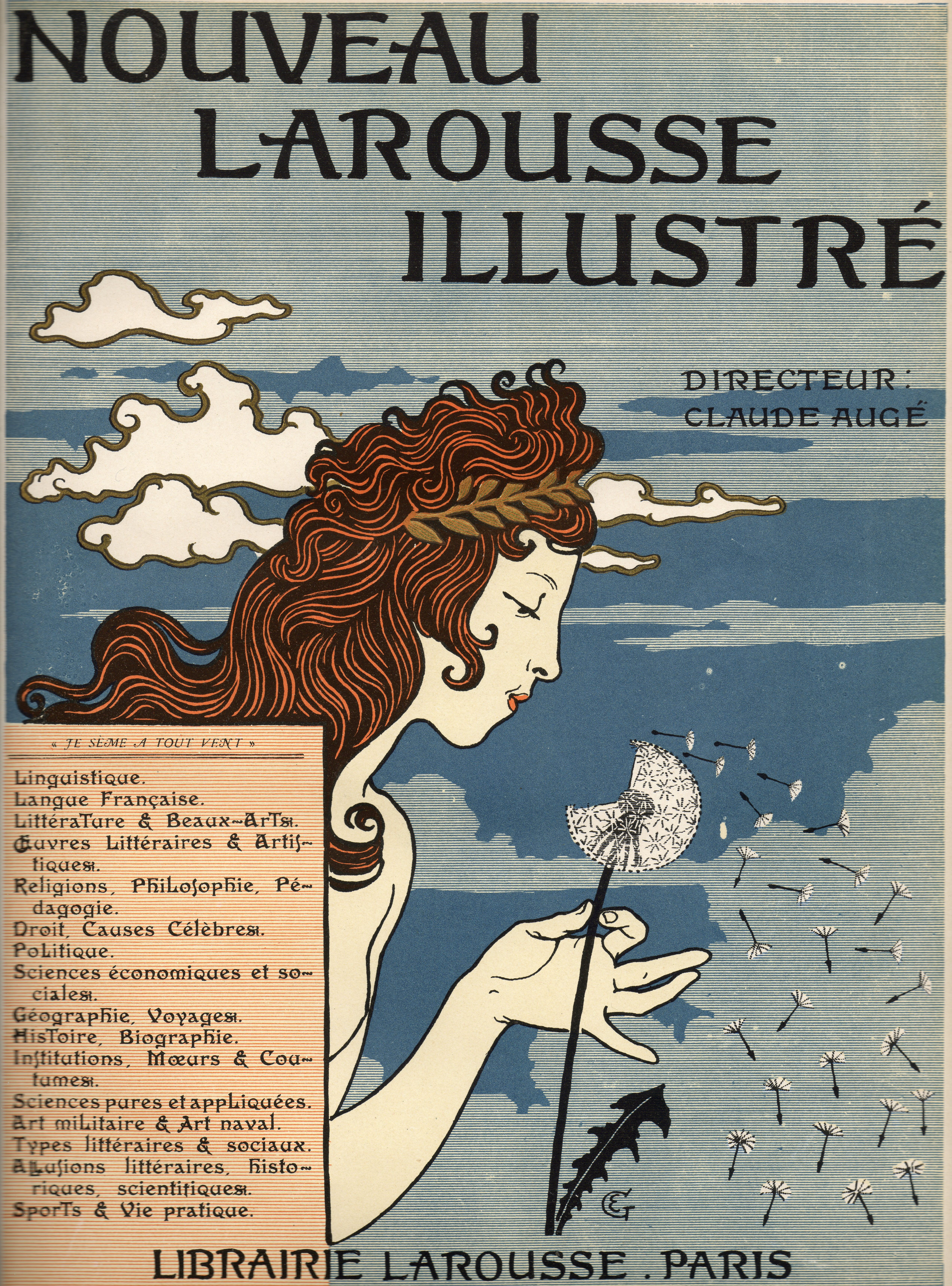
Nouveau Larousse illustré (titulní stránka, 1897)

Éditions Larousse je francouzské nakladatelství encyklopedií, jazykových slovníků a učebnic. Od roku 2004 je součástí koncernu Hachette Livres, nicméně značka Larousse má ve Francii stále dobrý zvuk.

## Historie
Roku 1852 je založil Pierre Larousse (1817-1875), učitel, jazykovědec a encyklopedista, který roku 1851 s jiným učitelem, Pierre Boyerem, začal vydávat moderní učebnice a příručky pro učitele. Roku 1856 vydali Nový slovník francouzského jazyka, z něhož později vznikl jejich nejznámější produkt, jednosvazkový Petit Larousse illustré (Malý ilustrovaný Larousse, 1905 a mnoho dalších vydání). Od roku 1905 užíval heslo Je sème à tout vent (Rozsévám do všech větrů) a logo dívky, která rozfoukává odkvetlou pampelišku.

## Encyklopedie
- Grand dictionnaire universel du XIXe siècle (Velký univerzální slovník 19. století) v 17 svazcích o více než 20 tisících stránek vyšel v letech 1866–1876. Pracovalo na něm 89 autorů, kteří se nebáli psát angažovaně, vyjadřovat své postoje i pochyby, články však nejsou podepsané. Slovník vzbudil veliký ohlas a je dodnes autoritou.
- Nouveau Larousse illustré (Nový ilustrovaný Larousse) v sedmi svazcích a celkem s více než 7600 stranách, vycházel v lestech 1897–1904. Má asi 237 tisíc hesel s 49 000 kresbami, 504 mapami a 89 barevnými přílohami a pracovalo na něm přes 150 spolupracovníků. Právě bohatství velmi instruktivních ilustrací znamenalo důležitou změnu v pojetí encyklopedií. Slovník byl velký obchodní úspěch, v průběhu 30 let se prodalo přes 250 tisíc výtisků.
- Larousse universel ve 2 svazcích vyšel roku 1922
- Grand Larousse encyclopédique (Velký encyklopedický Larousse) v 10 svazcích a 2 svazcích dodatků vyšel v letech 1960-1964. Na 12 tisících stránek má asi 190 tisíc hesel s 35 tisíci ilustrací, 1200 map a přes 400 barevných příloh a pracovalo na něm 790 autorů a redaktorů.
- La grande encyclopédie Larousse vyšla v letech 1971-1976 ve 20 svazcích a na 12 tisících stran obsahuje jen kolem 8 tisíc rozsáhlých encyklopedických článků.
- Grand Dictionnaire Encyclopédique Larousse (Velký encyklopedický slovník Larousse, 1982–1985) kombinuje funkci jazykového slovníku a encyklopedie

## Ostatní produkce
Nakladatelství Larousse vydává školní učebnice, příručky pro učitele a jazykové slovníky, jak výkladové, tak také dvojjazyčné a některé slovníky Larousse vyšly španělsky nebo německy. Česky vyšla sedmisvazková "Tematická encyklopedie Larouse".